# NGC 7228
NGC 7228 is een balkspiraalstelsel in het sterrenbeeld Hagedis. Het hemelobject werd op 1 september 1872 ontdekt door de Franse astronoom Édouard Jean-Marie Stephan.

## Synoniemen
- UGC 11945
- MCG 6-48-16
- ZWG 513.13
- PGC 68254